# Erythroplatys corallifer
Erythroplatys corallifer är en skalbaggsart som beskrevs av White 1855. Erythroplatys corallifer ingår i släktet Erythroplatys och familjen långhorningar. Inga underarter finns listade i Catalogue of Life.